# Montrouge
Montrouge je južno predmestje Pariza in občina v osrednjem francoskem departmaju Hauts-de-Seine regije Île-de-France. Leta 1999 je imelo naselje 37.733 prebivalcev.
Montrouge je ena od najgosteje naseljenih občin v Evropi.

## Administracija
Montrouge je sedež istoimenskega kantona, vključenega v okrožje Antony.

## Zgodovina
Ime naselja izhaja iz latinskih besed "monte" - "rubeus" v pomenu rdeča gora, vsled rdeče barve zemlje, prvikrat omenjeno leta 1194.
Leta 1640 je planota postala kraljevi lovski rajon.
1. januarja 1860 je bila večina dotedanje občine vključena v mesto Pariz, kjer je v 14. okrožju oblikovala sosesko Petit-Montrouge. Leta 1875 je preostanek občine pridobil nekaj ozemlja na račun sosednjih občin Châtillon in Bagneux (četrt Haut Mesnil).